# C-3PO
C-3PO (D-3BO nella versione italiana della trilogia originale e nelle opere correlate) è un personaggio dell'universo fantascientifico di Guerre stellari. È un droide protocollare, ha lo scopo di tradurre, relazionarsi a umani, droidi e animali e favorire pacifiche relazioni interculturali.
È l'unico personaggio insieme a R2-D2 ad apparire in tutti i capitoli della Saga degli Skywalker. Il character design è stato realizzato da Ralph McQuarrie che si ispirò al celebre robot di Metropolis

## Apparizioni

### Film

#### Guerre stellari
Quando la Tantive IV viene attaccata dal perfido Dart Fener, C-3PO e R2-D2 riescono a sfuggire alla cattura lasciando l'astronave all'interno di una scialuppa di salvataggio per consegnare a Ben Kenobi un messaggio segreto della principessa Leila Organa. Su Tatooine, 3PO e R2 vengono catturati da un gruppo di jawa, portati e, successivamente venduti a Owen Lars, sua moglie Beru Whitesun e il loro nipote Luke Skywalker. A causa della fuga di R2-D2, Luke e 3PO sono costretti a lasciare la fattoria e a rintracciare il piccolo droide. Nella ricerca, vengono assaliti da dei predoni tusken, ma salvati dall'intervento del vecchio Obi-Wan che, visionata la richiesta d'aiuto di Leila, decide di partire per aiutarla. A causa della morte dei Lars (causata dalle truppe imperiali che cercavano proprio i due droidi), anche Luke si unisce al vecchio Jedi e insieme ai droidi fuggono da Mos Eisley a bordo del Millennium Falcon comandato dal contrabbandiere Ian Solo e il wookiee Chewbecca. Giunti sulla stazione da battaglia imperiale chiamata Morte Nera, il gruppo riesce a salvare la principessa a prezzo, però, della vita di Obi-Wan (che viene ucciso dal suo vecchio allievo Dart Fener).

#### L'Impero colpisce ancora
In seguito alla distruzione della Morte Nera, l'Alleanza Ribelle è costretta a lasciare la sua base su Yavin IV ed è costretta a rifugiarsi sul pianeta di ghiaccio di Hoth. In fuga dall'Impero, C-3PO fugge insieme a Ian Solo, la principessa Leila e Chewbecca a bordo del Falcon per giungere sul pianeta Bespin presso l'amico di Ian Lando Calrissian. Qui 3PO viene ridotto in pezzi e, successivamente, rudemente riparato da Chewbecca. In seguito, tenta invano insieme a quest'ultimo, Leila, Lando e R2-D2 (che, insieme a Luke, è giunto sul pianeta) di salvare Ian (congelato nella grafite da Dart Fener e consegnato allo spietato cacciatore di taglie Boba Fett).

#### Il ritorno dello Jedi
Circa un anno dopo essere fuggito dalla Città delle nuvole, Luke dà il compito a C-3PO e R2-D2 di consegnare un messaggio a Jabba the Hutt, il gangster che aveva catturato Ian Solo mediante Boba Fett. Per ingraziarsi Jabba, Luke offre apparentemente in dono al gangster i due droidi, che egli prende al suo servizio. Dopo il fallito tentativo di Leila (fattasi in un primo momento passare per il cacciatore di taglie Boushh) di salvare Ian, Luke interviene e riesce ad uccidere il terribile rancor a cui Jabba tenta di darlo in pasto. In seguito, giunto al pozzo di sarlacc, il gruppo si libera ed uccide Jabba e i suoi scagnozzi, riuscendo infine a fuggire da Tatooine. In seguito alla programmazione dell'attacco al generatore dello scudo deflettore che, generato dalla luna boscosa di Endor protegge la seconda Morte Nera, 3PO parte col medesimo gruppo e sulla luna di Endor si rende particolarmente utile facendo da interprete tra i suoi amici e gli indigeni ewok, che, dato il suo aspetto dorato, lo ritengono una divinità. Raccontando loro le avventure vissute dal gruppo, riesce ad ottenere il loro modesto ma essenziale aiuto contro le truppe imperiali sul pianeta nella successiva battaglia di Endor. In seguito alla distruzione della Morte Nera e alla fine dell'Imperatore Palpatine, partecipa ai festeggiamenti sul pianeta.

#### Star Wars: Episodio I - La minaccia fantasma
C-3PO "nacque" su Tatooine attorno al 32 BBY partendo da un mucchio di rottami, brillantemente assemblati dal piccolo Anakin Skywalker, dopo che quest'ultimo e il suo amico Kitster Banai ne trovarono la testa e il contenitore smembrato in una stradina di Mos Espa. In seguito, Anakin decise di assemblare 3PO a casa, pezzo per pezzo. Il bambino rese il droide perfettamente in grado di funzionare usando parti improvvisate. Essendo Anakin e sua madre Shmi Skywalker schiavi, non poterono acquistargli una copertura ma, data la sua utilità, se ne presero cura con molta attenzione. Nel 32 BBY 3PO incontra la sua futura controparte, R2-D2, assieme al Maestro Jedi Qui-Gon Jinn, Padmé Amidala e Jar Jar Binks. 3PO e R2-D2 fanno presto amicizia, collaborando per migliorare lo sguscio di Anakin, in modo da farlo partecipare alla gara di corsa di Mos Espa. Grazie a Qui-Gon, Anakin viene liberato dalla schiavitù di Watto e parte col maestro alla volta di Coruscant per diventare anch'egli un Jedi; di conseguenza è costretto a lasciare 3PO con la madre Shmi. Cinque anni dopo, nel 27 BBY, un generoso contadino, Cliegg Lars libera Shmi da Watto; quest'ultima decide di portare con sé il droide costruito dal figlio a cui dà una copertura per proteggerlo dalla sabbia del deserto.

#### Star Wars: Episodio II - L'attacco dei cloni
Dieci anni dopo la sua partenza, Anakin torna su Tatooine accompagnato da Padmé e R2-D2 per cercare sua madre e giunge alla fattoria dei Lars dove si trova C-3PO. Dopo aver sterminato i Tusken che avevano ucciso Shmi, Anakin la seppellisce e parte per Geonosis per soccorrere il suo maestro, Obi-Wan Kenobi (in precedenza, allievo del deceduto Qui-Gon) e si riappropria di 3PO. Giunto il gruppo in una fonderia di Geonosis, 3PO viene diviso in due: la sua testa viene montata su un droide da combattimento e sul suo corpo viene montata la testa di un droide della suddetta classificazione. Durante la successiva battaglia di Geonosis tra le truppe della Confederazione dei Sistemi Indipendenti comandate dal conte Dooku e l'Esercito di cloni comandato dai Maestri Jedi Yoda e Mace Windu, viene riparato da R2-D2. In seguito, assiste insieme a R2-D2 e pochi altri al matrimonio segreto tra Anakin e Padmé.

#### Star Wars: Episodio III - La vendetta dei Sith
Durante la guerra, serve efficientemente Padmé grazie alle sue funzioni di droide e viene rivestito di una nuova copertura dorata. Dopo la riorganizzazione della Repubblica nell'Impero Galattico, aiuta Padmé (incinta) a rintracciare Anakin nel sistema di Mustafar, dove era stato mandato dall'autoproclamatosi Imperatore Palpatine. Essendo Anakin passato al Lato Oscuro della Forza (divenendo un Sith col nome di Dart Fener), egli si batte con Obi-Wan, giunto sul pianeta grazie all'involontario aiuto di Padmé e C-3PO, dopo aver tentato di strangolare la moglie, facendola svenire. 3PO e R2-D2 soccorrono la giovane e poi, raggiunti da Obi-Wan, che ha sconfitto Fener, partono alla volta della base spaziale di Polis Massa. Qui, Padmé muore dando alla luce due gemelli, Luke e Leila, i quali, sotto consiglio di Yoda, vengono separati e mandati lui su Tatooine presso i Lars e lei presso il senatore Bail Organa, sovrano di Alderaan; 3PO e R2-D2 si vedono assegnati come nuovo proprietario proprio a Organa che decide di cancellare la memoria di 3PO.

#### Star Wars: Il risveglio della Forza
All'incirca trent'anni dopo la battaglia di Endor, C-3PO e R2-D2, temporaneamente disattivato, sono al servizio della Resistenza, una forza militare a sostegno della Nuova Repubblica, di cui Leila Organa è generale. Durante lo scontro col minaccioso Primo Ordine (un movimento separatista generato dalle ceneri del caduto Impero Galattico), 3PO presenzia nella base della Resistenza, durante le operazioni militari, in attesa che il suo compagno R2-D2 si riattivi. Nel frattempo, fa la conoscenza del piccolo droide astromeccanico BB-8. Dopo la distruzione della base Starkiller del Primo Ordine da parte della Resistenza, R2-D2 si riattiva e rivela il pezzo mancante della mappa stellare per arrivare a Luke Skywalker.

#### Star Wars: Gli ultimi Jedi
Ne Gli ultimi Jedi C-3PO continua a servire la Resistenza ed è uno dei sopravvissuti ad andare su Crait. Nella successiva "Battaglia di Crait" scopre insieme al generale Organa che il Primo Ordine, usando gli AT-AT gorilla, ha trovato il modo di penetrare nella base ribelle. 3PO riesce a fuggire mentre Luke Skywalker tiene occupato Kylo Ren.

#### Star Wars: L'ascesa di Skywalker
Questa volta, C-3PO ha un ruolo più importante, aiutando Rey, Finn, Poe Dameron, Chewbecca e BB-8 nella ricerca di Palpatine, che si è scoperto ancora vivo. Recandosi su Jakku, il gruppo trova un pugnale con inciso sopra una frase scritta in lingua Sith, che solo 3PO conosce ma che non può tradurre perché vietato dal suo protocollo. Il gruppo si fa così aiutare da dei vecchi amici di Poe, che li potranno aiutare, ma a caro prezzo: 3PO dovrà perdere la memoria, solo in questo modo potrà tradurre il messaggio scritto sul pugnale. 3PO acconsente, e perde così la memoria, permettendo ai suoi compagni di rintracciare Palpatine. Fortunatamente, grazie all'aiuto di R2-D2 la sua memoria verrà poi ripristinata. Partecipa infine alla celebrazione della vittoria per la liberazione della galassia.

#### Rogue One: A Star Wars Story
C-3PO compare in un cameo in Rogue One accanto all'inseparabile compagno R2-D2.

### Serie TV

#### The Clone Wars
Durante le guerre dei cloni C-3PO, assieme a R2-D2, partecipa alle missioni e alle battaglie separatiste al fianco di Anakin Skywalker e della Legione 501.

C-3PO appare anche nel film d'animazione omonimo The Clone Wars del 2008.

#### Rebels
Dopo la caduta della Repubblica e la nascita dell'Impero, C-3PO entra a far parte dell'Alleanza Ribelle sotto la guida della principessa Leila e del padre Bail Organa. Compare in un episodio della serie Rebels, dove fa la conoscenza dei membri dell'equipaggio dello Spettro durante una missione.

#### Obi-Wan Kenobi
C-3PO appare nella miniserie dedicata all'omonimo maestro Jedi, sotto la protezione della famiglia Organa su Alderaan.

### Legends

#### Era Imperiale
Oltre a far parte dei droidi della Tantive IV, C-3PO serve la famiglia Organa su Alderaan. Mentre li stava accompagnando al Ballo dell'Imperatore, scambia il suo creatore, Dart Fener, per un nuovo droide, e viene assegnato come insegnante in una scuola per punizione. In seguito i due droidi amici vengono venduti a diversi proprietari. Si trovano a servire gente in tutta la Galassia come l'ambasciatore Zell di Majoor. Mungo Baobab si rivela un buon padrone, salvandoli da una situazione molto critica.
I droidi vengono poi messi all'asta e comprati da diversa gente. C-3PO una volta cade da uno speeder e si rompe la corazza facciale, costringendo il proprietario a ripararlo in maniera grezza usando pezzi di nastro. Il nastro, applicato in modo che assumesse la forma di una X, causa un equivoco poiché C-3PO venne scambiato per C-3PX, un droide assassino estremamente pericoloso ricercato in sette sistemi. Alcuni promotori della Hosk Arena pensano che C-3PO fosse C-3PX e lo portano a combattere in un deathmatch tra droidi; qui C-3PX si sacrifica per salvare C-3PO.
C-3PO e R2-D2 in seguito giungono su Nar Shaddaa, dove Jace Forno spara alla sua gamba sinistra sotto il ginocchio. La gamba meccanica sostitutiva conteneva un programma nascosto che aveva più "priorità" rispetto alla sua personalità. Il "nuovo" C-3PO comanda una ribellione di droidi contro Boonda the Hutt. La sua programmazione originale viene ripristinata da R2-D2 quando rimette a posto la gamba originale. In seguito a ciò, i due droidi vengono comprati da un otanico Ithoriano chiamato Zornethe e in seguito da un diplomatico, il consigliere Harthan.
Altri padroni dei due droidi saranno Stigrit Krax, Larka Nimondro, Lott Kemp, Jost Ellon, Vik Idde Nikki Idd, il Re Gokus, Quist, il principe Jagoda, e Tyne. Dopo molte avventure i droidi ritornano finalmente alla Tantive IV. Al servizio dell'Alleanza Ribelle, i droidi disattivano la difesa Imperiale durante la battaglia di Wayland, permettendo all'Alleanza di atterrare su Fresia.

#### Dopo la Guerra Civile Galattica
Dopo la battaglia di Endor, C-3PO continua a viaggiare col suo ormai fisso compagno e amico, R2-D2. C-3PO rimane nell'Alleanza coi fratelli Skywalker (Luke e Leila) e i loro alleati. Su Bakura, C-3PO traduce la lingua Ssi-ruuvi del popolo Ssi-ruuk, per aiutare l'Alleanza. C-3PO e R2-D2 fanno parte della Senate Planetary Intelligence Network (SPIN) per un breve periodo e vengono modificati dal Droid Modification Team per essere mascherati da droidi Kessel per infiltrarsi ad un raduno di Imperiali e scoprire gli autori dei piani di conquista per l'Impero.
C-3PO ritorna a Tatooine dove aiuta Ian e Leila nella loro ricerca di un quadro Aldeeraniano che conteneva un codice importante. Qui, ritrova Kitster Banai e Wald, due amici di infanzia dell'ormai defunto Anakin Skywalker. Col loro aiuto C-3PO scopre il diario di Shmi Skywalker e in esso informazioni sul figlio della donna. Infine, il codice viene ritrovato e distrutto.
Con l'inizio della guerra degli yuuzhan vong, C-3PO entra in una fase di contemplazione della propria mortalità e del suo posto nella società biologica. C-3PO salva il figlio di Luke, Ben Skywalker, da Viqi Shesh. Nel 30 ABY C-3PO partecipa alla liberazione di Coruscant, dove assieme a R2-D2 aiuta Leila, Ian e il Sacerdote Harrar ad entrare col Millennium Falcon in un'apertura del Pozzo del Mondo Cervello.

## Caratterizzazione
(Tipica esclamazione di C-3PO)
È un droide protocollare di aspetto antropomorfo e proviene dal pianeta Tatooine, dove è stato assemblato dal giovane Anakin Skywalker a partire da pezzi gettati via. Conosce più di sei milioni di forme di comunicazione; tale abilità lo renderà estremamente utile ai suoi vari padroni. Inizialmente, quando Anakin lascia Tatooine insieme al Maestro Jedi Qui-Gon Jinn, C-3PO è privo di copertura; in seguito, gli viene data una copertura grigia che, in un secondo momento, viene sostituita da una dorata.
È compagno inseparabile del piccolo astrodroide R2-D2 (o, nella versione italiana della vecchia trilogia, C1-P8), che definisce la sua controparte. Tra i due esiste un rapporto molto particolare, perché R2-D2 è, al contrario di C-3PO, oltre che a essere muto è coraggioso e spavaldo e lo "trascina" in situazioni pericolose e difficili, nelle quali, nonostante si dichiari contrario, il droide protocollare lo segue sempre. R2-D2 prende spesso in giro l'altro droide, facendo battute col suo peculiare senso dell'umorismo.